# Calle de Goiri
La calle de Goiri es una vía pública de la ciudad española de Madrid, situada en el barrio de Bellas Vistas, distrito de Tetuán.

## Descripción
La vía discurre desde la calle de San Raimundo hasta poco después de la de Fernando Ossorio, junto a la parroquia de San Francisco de Sales. Recuerda con el título a Manuel María de Goiri, que fundó la Sociedad de Seguros Mutuos para ayudar en caso de incendio en un domicilio de la ciudad. Aparece descrita en Las calles de Madrid (1889) de Hilario Peñasco de la Puente y Carlos Cambronero con las siguientes palabras:

Goiri. Comienza en la calle de Castilla y sale al campo. Es de apertura moderna. D. Manuel María de Goiri fué el fundador de la antigua Sociedad de Seguros Mutuos de incendios de casas de Madrid. Cuenta el mismo Goiri que un fuego acaecido en la Puerta del Sol le sugirió la idea de fundar la Sociedad, para lo que presentó la oportuna exposición el 27 de Abril de 1822. La Sociedad se instaló el día 30 de Noviembre de aquel año, inscribiéndose en el mismo día muchos propietarios por valor de 69.501.128 reales. Goiri falleció en 1850 y la Corporación acordó entonces que su retrato se colocase en el salón del domicilio social.
(Peñasco de la Puente y Cambronero, 1889, p. 245)